# Agama (sanskrit)
Pour les articles homonymes, voir Agama.
Agama (IAST: āgama ; devanāgarī : आगम - chinois : ahán 阿含 ou ahánjīng 阿含經), « tradition », « ce qui est descendu » ou « hérité du passé », est un terme sanskrit qui désigne différents corpus de textes de l’hindouisme, du bouddhisme et du jaïnisme. En malais ce mot a pris le sens de « religion ». En indonésien, le terme désigne le culte de Shiva,.

## Hindouisme
Les agamas hindous constituent une somme importante de textes renfermant des indications concernant les rituels, les pratiques yogiques et tantriques et la construction des temples, considérés comme révélés (shruti) à l’instar des Vedas. Les courants vishnouiste, shaktiste et shivaïte ont chacun leur corpus d’agamas. Les smartistes les consultent mais ne les considèrent pas automatiquement comme faisant autorité, se référant plutôt aux smritis.
Dans le courant du shivaisme, on en dénombre généralement 28, auxquels on ajoute environ 200 textes mineurs additionnels appelés upāgama.

## Bouddhisme
Les agamas désignent les sutras hinayana du bouddhisme ancien préservés par le courant mahayana à travers le corpus des écoles Sarvastivada, Dharmaguptaka et Mahasanghika. Ils correspondent aux quatre premières sections (nikaya) du Sutta Pitaka du Canon pali, mais le terme désigne parfois l’ensemble du Sutta Pitaka.
- Digha Nikaya : Cháng Ahánjīng (長阿含經) des Sarvastivāda et des Dharmaguptaka
- Majjhima Nikaya : Zhōng Ahánjīng (中阿含經) des Sarvastivāda
- Samyutta Nikaya : Zá Ahánjīng (雜阿含經) des Sarvastivāda
- Anguttara Nikaya : Zēngyī Ahánjīng (增一阿含經) ou Ekottara Agama des Mahasanghika

Les agamas proviennent de textes traduits de prakrits en sanskrit, puis en chinois. La présence de ces quatre parties du Sutta Pitaka dans le canon de  diverses écoles est un argument en faveur de leur ancienneté. Les différences entre les agamas et les nikayas peuvent être exploitées pour en éclairer le sens originel.
Le terme agama est associé avec la yukti, le raisonnement, pour ce qui est des moyens d'atteindre la vérité et contrasté avec l'adhigama, la réalisation qui est le deuxième tenant du buddhadharma, manifesté par la pratique.

## Jaïnisme

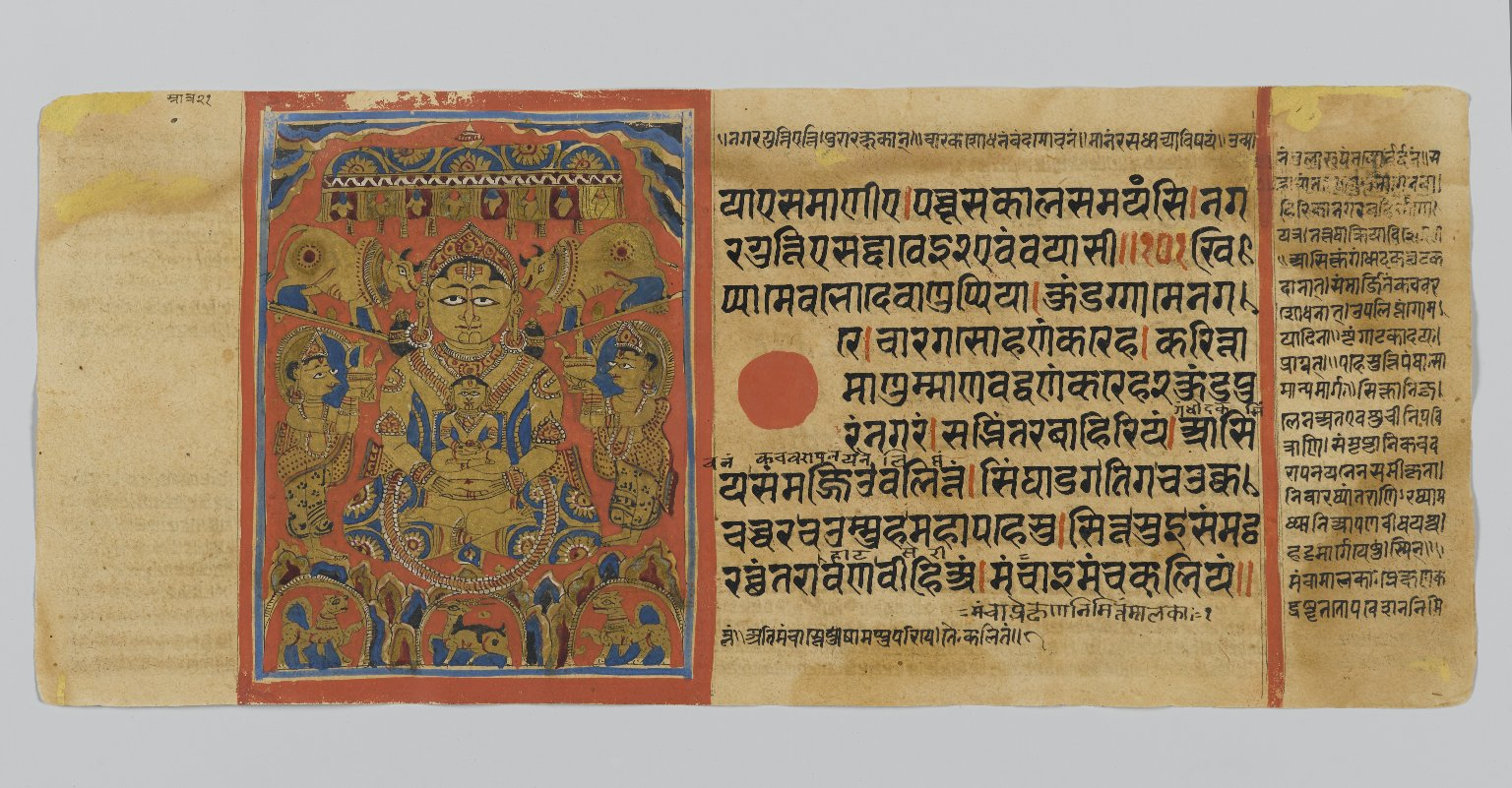
Les textes sacrés jaïns sont comme cette image; ici un passage du Kalpa Sutra.

Le terme agama désigne les ouvrages anciens dont seulement quarante-cinq, rédigés en prakrit, nous sont parvenus. La doctrine, les sermons sont entre autres des agamas du jaïnisme. Tous sont issus d'une tradition orale qui aurait été transmise par le dernier Maître éveillé, le Tirthankara Mahâvîra. Douze Angas et douze Purvas font partie de ces textes. Les Digambaras disent que tous ont été perdus; les Shvetambaras se fient aux textes qui nous ont été transmis, un concile au Ve siècle ayant officialisé leurs enseignements.

## Prakirnaka Sutras
Les Prakirnaka Sutras appelés plus simplement Prakirnaka composent la quatrième partie des textes sacrés dits complémentaires: l'Angabahya, suivant le jaïnisme. La traduction de Prakirnaka Sutras est : « textes variés », ou, « recueils de textes épars ». Au nombre de vingt, seuls dix sont généralement liés à la religion dans les courants majoritaires de la branche shvetambara. Ces Sutras parlent par exemple des vœux majeurs : les Mahavratas, de la mort, et contiennent aussi des hymnes de prières. Ils auraient été écrits entre le VIe et le XIIIe siècle de notre ère.

### Le contenu
Le Prakirnaka Sutra contient onze parties:
1. « Chatuh shravan » : prières à Arihanta, Siddha, Sâdhu.
2. « Atur pratyakhyana » ou « Ayurpachakhana » : cet agama[A 1] explique la mort en dépendance de l'âge et des prières.
3. « Bhakti parijna » ou « bhatta parinna » : explique comment jeûner.
4. « Sanstaraka » ou « santara »
5. « Tandulavaitaliya » : sur l'état de grossesse et des informations concernant le corps humain.
6. « Chandra vedhyaka »
7. « Devendrastava » : cette partie contient les noms des Devas[A 2], leurs palais et leur rang. Aussi il explique les étoiles, les planètes, la Lune et le Soleil[12].
8. « Ganita vidhya »
9. « Mahapratyakhyana » : du conseil, comment se libérer du grand péché et comment se repentir.
10. « Virstava »
11. « Shvetambhara Murtipujaka »

### Origine
- (en) Cet article est partiellement ou en totalité issu de l’article de Wikipédia en anglais intitulé « agama » (voir la liste des auteurs).